# Мацестинская железнодорожная ветка

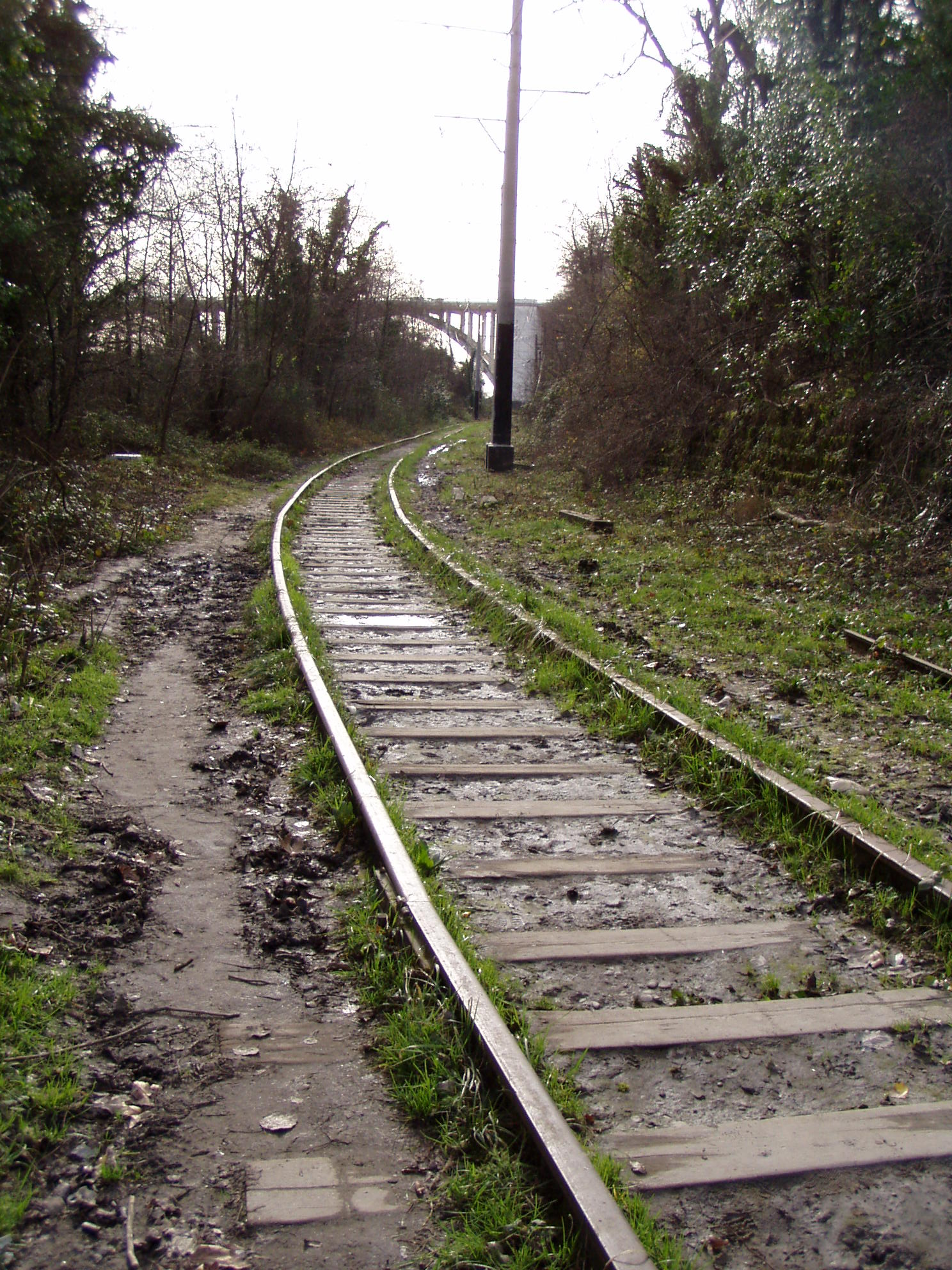
Существующее ныне полотно железной дороги

Маце́стинская железнодоро́жная ве́тка (ветка Мацеста-Старая Мацеста) — существовавшая в 1925—1980-х годах железная однопутная дорога широкой колеи. 

## История
Конно-железная дорога из Сочи до серных источников Мацесты планировалась ещё в 1913 году. Ответвление железной дороги от станции Мацеста основной железнодорожной магистрали Туапсе-Сухум было построено в 1925 году. Длина 3 километра.
Сначала железная дорога обслуживала отдыхающих, лечившихся сероводородными водами. В 1936 году по ней ежедневно ходило 16 ванных поездов. В 1939 году по пути вокзала Сочи на Старую Мацесту поезда делали остановки на Верещагинке, Бзугу, разъезде Раздольном (против ост. им. Ворошилова), «X лет Октября», разъезде Мацеста и у ванного здания на Новой Мацесте. Позже оно движение стало грузовым и предназначалось для доставки мазута для котельных ванных зданий Мацестинского курорта на сероводородных источниках. Обратно составы развозили по курортным учреждениям города минеральную воду из скважин Мацесты.

## Описание линии

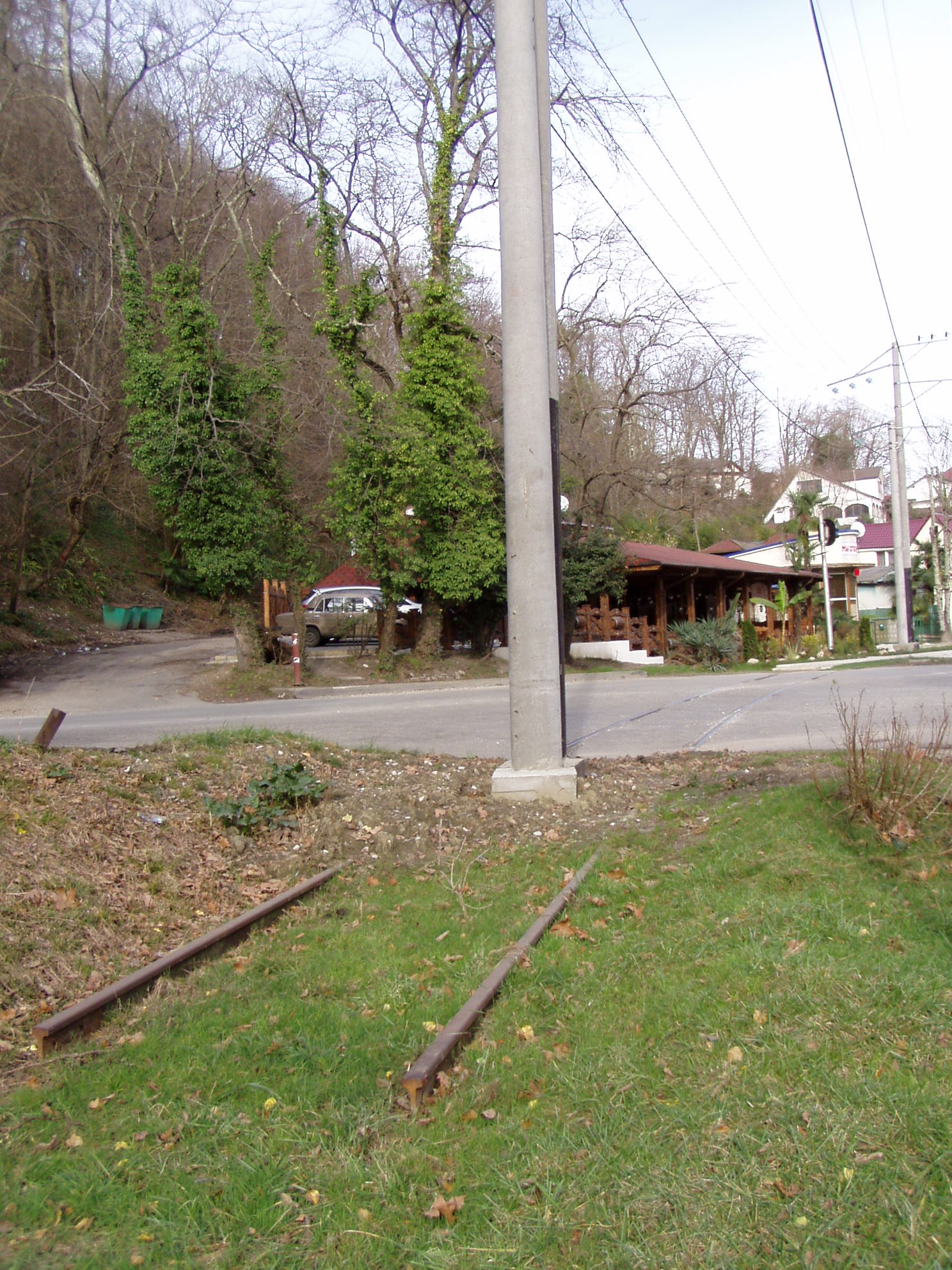
Переезд аллеи Челтенхема. Вдали виден светофор

Ныне полностью сохранилось железнодорожное полотно от станции Мацеста до переезда с Аллеей Челтенхема. Далее в большинстве мест рельсы убраны, но остаются шпалы. Однако где-то полотно заасфальтировано. Мачт контактной сети практически не осталось. В 2009 на их месте установлены опоры линии электропередачи.

## Примечания

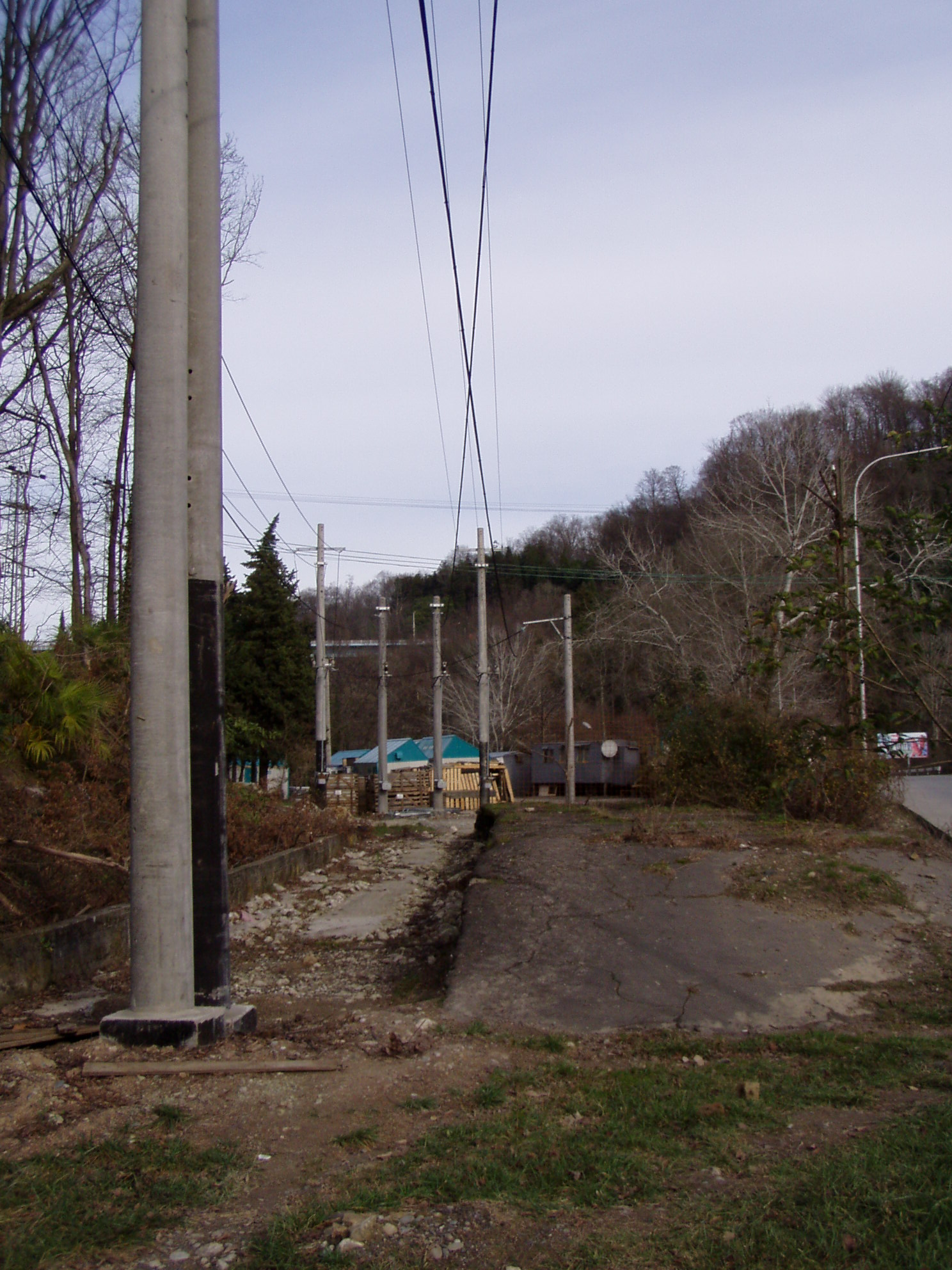
Бывшая платформа «Новая Мацеста»